# Französische Rugby-Union-Meisterschaft 2004/05
Die Saison 2004/05 war die 106. Austragung der französischen Rugby-Union-Meisterschaft (französisch Championnat de France de rugby à XV). Sie umfasste je 16 Mannschaften in der obersten Liga Top 16 und der zweithöchsten Liga Pro D2.

## Top 16
Die reguläre Saison der Top 14 hatte 26 Spieltage (je eine Vor- und Rückrunde). Die vier bestplatzierten Mannschaften qualifizierten sich für das Halbfinale. Im Endspiel, das am 11. Juni 2005 im Stade de France in Saint-Denis stattfand, spielten die Halbfinalsieger um den Bouclier de Brennus. Dabei siegte Biarritz Olympique gegen Titelverteidiger Stade Français und errang zum vierten Mal den Meistertitel. Die Mannschaften auf den Plätzen 14 bis 16 stiegen ab: Während die AS Béziers und der FC Auch in die zweite Liga Pro D2 absteigen mussten, erhielt der FC Grenoble wegen finanzieller Probleme keine Profilizenz und wurde in die Amateurliga Fédérale 1 relegiert. Die Mannschaft auf dem 13. Platz spielte in einer Barrage gegen den Playoff-Sieger der Pro D2 um den Ligaerhalt; dabei setzte sich Section Paloise mit 46:13 gegen Stade Aurillacois durch und blieb weiterhin erstklassig.

### Tabelle
|     | Team                  | Spiele | Siege | Unent. | Ndlg. | Spiel- punkte | Diff. | Bonus- punkte | Tabellen- punkte |
| --- | --------------------- | ------ | ----- | ------ | ----- | ------------- | ----- | ------------- | ---------------- |
| 1.  | Stade Français        | 30     | 21    | 2      | 7     | 861:613       | + 248 | 11            | 99               |
| 2.  | Biarritz Olympique    | 30     | 20    | 0      | 10    | 838:488       | + 350 | 16            | 96               |
| 3.  | CS Bourgoin-Jallieu   | 30     | 20    | 2      | 8     | 855:648       | + 207 | 12            | 96               |
| 4.  | Stade Toulousain      | 30     | 19    | 0      | 11    | 881:574       | + 307 | 18            | 94               |
| 5.  | USA Perpignan         | 30     | 18    | 1      | 11    | 688:583       | + 105 | 12            | 86               |
| 6.  | Castres Olympique     | 30     | 17    | 3      | 10    | 704:678       | + 26  | 10            | 84               |
| 7.  | SU Agen               | 30     | 16    | 1      | 13    | 674:568       | + 106 | 11            | 77               |
| 8.  | ASM Clermont Auvergne | 30     | 16    | 2      | 12    | 745:649       | + 96  | 9             | 77               |
| 9.  | CA Brive              | 30     | 14    | 1      | 15    | 665:746       | − 81  | 8             | 66               |
| 10. | RC Narbonne           | 30     | 13    | 2      | 15    | 588:752       | − 164 | 7             | 63               |
| 11. | Montpellier RC        | 30     | 12    | 0      | 18    | 628:771       | − 143 | 14            | 62               |
| 12. | Aviron Bayonnais      | 30     | 12    | 3      | 15    | 587:763       | − 176 | 6             | 60               |
| 13. | Section Paloise       | 30     | 10    | 2      | 18    | 605:715       | − 110 | 11            | 55               |
| 14. | FC Grenoble           | 30     | 7     | 2      | 21    | 665:746       | − 81  | 10            | 42               |
| 15. | AS Béziers            | 30     | 6     | 3      | 21    | 600:876       | − 276 | 8             | 38               |
| 16. | FC Auch               | 30     | 7     | 0      | 23    | 503:736       | − 233 | 9             | 37               |

### Finalphase

#### Halbfinale
| 3. Juni 2005 | Stade Français                                                               | 23 : 18 | Stade Toulousain                                                                                           | Stade Chaban-Delmas, Bordeaux |
| 3. Juni 2005 | Versuche: Pichot, de Villiers Erhöhungen: Skrela (2) Straftritte: Skrela (3) |         | Versuche: Élissalde, Heymans Erhöhungen: Élissalde (1) Straftritte: Élissalde (1) Dropgoals: Élissalde (1) | Stade Chaban-Delmas, Bordeaux |

| 4. Juni 2005 | Biarritz Olympique | 32 : 27 | CS Bourgoin-Jallieu                                                            | Stadium Municipal, Toulouse |
| 4. Juni 2005 | Versuche: Gobelet, Traille, Peyrelongue, Brusque Erhöhungen: Yachvili (3) Straftritte: Yachvili (1) Dropgoals: Peyrelongue (1) |         | Versuche: Papé, Forest, Davis Erhöhungen: Péclier (3) Straftritte: Péclier (2) | Stadium Municipal, Toulouse |

#### Finale
| 11. Juni 2005 | Stade Français                                                                              | 34 : 37 n. V.          | Biarritz Olympique                                                                              | Stade de France, Saint-Denis Zuschauer: 79.475 Schiedsrichter: Jean-Christophe Gastou |
| 11. Juni 2005 | Versuche: Dominici Erhöhungen: Skrela (1) Straftritte: Skrela (8) Dropgoals: Liebenberg (1) | (19:19, 31:31) Bericht | Versuche: Gobelet Erhöhungen: Yachvili (1) Straftritte: Yachvili (9) Dropgoals: Peyrelongue (1) | Stade de France, Saint-Denis Zuschauer: 79.475 Schiedsrichter: Jean-Christophe Gastou |

| 15                 | Juan Martín Hernández | 27.              |
| 14                 | Julien Arias          |                  |
| 13                 | Stéphane Glas         |                  |
| 12                 | Brian Liebenberg      |                  |
| 11                 | Christophe Dominici   | 73.              |
| 10                 | David Skrela          |                  |
| 09                 | Agustín Pichot        |                  |
| 08                 | Shaun Sowerby         |                  |
| 07                 | Rémy Martin           |                  |
| 06                 | Pierre Rabadan        | 97.              |
| 05                 | Mike James            |                  |
| 04                 | David Auradou         | 5. bis 15.′ 70.  |
| 03                 | Pieter de Villiers    | 50. 74.          |
| 02                 | Mathieu Blin          | 60.              |
| 01                 | Rodrigo Roncero       | 40. bis 50.′ 74. |
| Auswechselspieler: |                       |                  |
| 16                 | Benjamin Kayser       | 60.              |
| 17                 | Sylvain Marconnet     | 50.              |
| 18                 | Olivier Brouzet       | 70.              |
| 19                 | Mauro Bergamasco      | 97.              |
| 20                 | Mirco Bergamasco      | 27.              |
| 21                 | Olivier Sarraméa      | 73.              |
| 22                 | Jérôme Fillol         |                  |

| 15                 | Nicolas Brusque          |             |
| 14                 | Philippe Bidabé          | 27.         |
| 13                 | Guillaume Bousses        |             |
| 12                 | Damien Traille           |             |
| 11                 | Jean-Baptiste Gobelet    |             |
| 10                 | Julien Peyrelongue       |             |
| 09                 | Dimitri Yachvili         |             |
| 08                 | Thomas Lièvremont        |             |
| 07                 | Imanol Harinordoquy      |             |
| 06                 | Serge Betsen             |             |
| 05                 | David Couzinet           | 52.         |
| 04                 | Jérôme Thion             | 5. bis 15.′ |
| 03                 | Denis Avril              | 73.         |
| 02                 | Benoît August            | 74.         |
| 01                 | Petru Balan              |             |
| Auswechselspieler: |                          |             |
| 16                 | Jean-Michel Gonzales     | 74.         |
| 17                 | Benoît Lecouls           | 73.         |
| 18                 | Olivier Olibeau          | 52.         |
| 19                 | Didier Chouchan          |             |
| 20                 | Julien Dupuy             |             |
| 21                 | Federico Martín Aramburú | 27.         |
| 22                 | Benjamin Dambielle       |             |

## Pro D2
Die reguläre Saison der Pro D2 umfasste 30 Spieltage (je eine Vor- und Rückrunde). Als bestplatzierte Mannschaft stieg der RC Toulon direkt in die Top 14 auf. Die Mannschaften auf den Plätzen 2 bis 5 bestritten ein Playoff und den zweiten Aufstiegsplatz, bestehend aus Halbfinale und Finale. Der Finalsieger Stade Aurillacois spielte anschließend gegen den 13. der ersten Liga (Section Paloise), verlor jedoch das Spiel und blieb in der Pro D2. Zwei Mannschaften mussten in die Amateurliga Fédérale 1 absteigen, die USA Limoges und der CA Périgueux.

### Tabelle
|     | Team                         | Spiele | Siege | Unent. | Ndlg. | Spiel- punkte | Diff. | Bonus- punkte | Tabellen- punkte |
| --- | ---------------------------- | ------ | ----- | ------ | ----- | ------------- | ----- | ------------- | ---------------- |
| 1.  | RC Toulon                    | 30     | 23    | 1      | 6     | 840:460       | + 380 | 13            | 107              |
| 2.  | US Montauban                 | 30     | 22    | 0      | 8     | 822:469       | + 353 | 15            | 103              |
| 3.  | Lyon Olympique Universitaire | 30     | 20    | 0      | 10    | 693:537       | + 156 | 11            | 91               |
| 4.  | Stade Montois                | 30     | 17    | 1      | 12    | 801:599       | + 202 | 16            | 86               |
| 5.  | Stade Aurillacois            | 30     | 18    | 0      | 12    | 743:565       | + 178 | 12            | 84               |
| 6.  | Stade Bordelais              | 30     | 18    | 0      | 12    | 614:587       | + 27  | 10            | 82               |
| 7.  | Tarbes Pyrénées Rugby        | 30     | 17    | 1      | 12    | 609:552       | + 57  | 9             | 79               |
| 8.  | SC Albi                      | 30     | 14    | 0      | 16    | 708:525       | + 183 | 19            | 75               |
| 9.  | US Dax                       | 30     | 15    | 1      | 14    | 672:698       | − 26  | 7             | 69               |
| 10. | US Tyrosse                   | 30     | 15    | 1      | 14    | 543:659       | − 116 | 4             | 66               |
| 11. | US Oyonnax                   | 30     | 14    | 0      | 16    | 553:618       | − 65  | 9             | 65               |
| 12. | Racing Métro 92              | 30     | 13    | 1      | 16    | 571:786       | − 215 | 9             | 63               |
| 13. | Atlantique Stade Rochelais   | 30     | 10    | 3      | 17    | 600:743       | − 143 | 9             | 55               |
| 14. | Pays d’Aix RC                | 30     | 10    | 0      | 20    | 523:702       | − 179 | 8             | 48               |
| 15. | USA Limoges                  | 30     | 6     | 1      | 23    | 522:752       | − 230 | 12            | 38               |
| 16. | CA Périgueux                 | 30     | 3     | 0      | 27    | 464:1026      | − 562 | 3             | 15               |

Die Punkte wurden wie folgt verteilt:
- 4 Punkte bei einem Sieg
- 2 Punkte bei einem Unentschieden
- 0 Punkte bei einer Niederlage (vor möglichen Bonuspunkten)
- 1 Bonuspunkt für vier oder mehr erfolgreiche Versuche, unabhängig vom Endstand
- 1 Bonuspunkt bei einer Niederlage mit weniger als sieben Punkten Unterschied

### Playoff um den zweiten Aufstiegsplatz
| Datum        | Begegnung                                    | Ergebnis |
| ------------ | -------------------------------------------- | -------- |
| 28. Mai 2005 | US Montauban – Stade Aurillacois             | 21:20    |
| 28. Mai 2005 | Lyon Olympique Universitaire – Stade Montois | 32:27    |

| Datum        | Begegnung                                        | Ergebnis |
| ------------ | ------------------------------------------------ | -------- |
| 4. Juni 2005 | Stade Aurillacois – Lyon Olympique Universitaire | 21:19    |

### Barrage
| Datum         | Ort                           | Begegnung                           | Ergebnis |
| ------------- | ----------------------------- | ----------------------------------- | -------- |
| 12. Juni 2005 | Stade Ernest-Wallon, Toulouse | Section Paloise – Stade Aurillacois | 46:13    |